# Nensebo
Nensebo (ou Nenesebo) est un woreda du centre-sud de l'Éthiopie, situé dans la zone Mirab Arsi de la région Oromia. Il a 114 559 habitants en 2007. Son chef-lieu est Werka.

## Situation
Limitrophe à la fois de la région Sidama et des zones Guji et Bale de la région Oromia, le woreda Nensebo forme l'extrémité sud de la zone Mirab Arsi.
Il appartient au bassin versant de la Ganale Dorya[réf. souhaitée] et s'étend en partie dans la forêt d'Harenna[réf. souhaitée].
| Kokosa         | Dodola       | Adaba               |
| Chere (Sidama) | Nensebo      | Harena Buluk (Bale) |
|                | Girja (Guji) | Meda Welabu (Bale)  |

Werka,, le centre administratif du woreda, est desservi par des routes secondaires, environ 70 km au sud de la route Shashamané-Robe, à quelques kilomètres de la région Sidama et en bordure de la forêt d'Harenna.

## Histoire
Nensebo, comme son voisin Dodola, fait partie au XXe siècle de l'awraja Genale dans la province de Balé.
À la réorganisation du pays en régions, il se rattache comme lui à la zone Bale de la région Oromia avant de rejoindre la zone Mirab Arsi probablement en 2007.

## Population
D'après le recensement national réalisé en 2007 par l'Agence centrale de la statistique d'Éthiopie, le woreda compte 114 559 habitants et 5 % de sa population est urbaine.
La majorité des habitants (63 %) sont musulmans, 24 % sont protestants, 9 % sont orthodoxes, 2 % sont catholiques et près de 2 % sont de religions traditionnelles africaines.
Avec 6 068 habitants en 2007, Werka est sa seule agglomération urbaine.
En 2022, la population du woreda est estimée à 164 264 personnes avec une densité de population de 103 personnes par km2 et 1 597 km2 de superficie.